# Мартін Зауер
Мартін Зауер  (нім. Martin Sauer, 17 грудня 1982) — німецький веслувальник, олімпійський чемпіон.

## Виступи на Олімпіадах
| Олімпіада           | Дисципліна | Місце |
| ------------------- | ---------- | ----- |
| Лондон 2012         | вісімки    | 1     |
| Ріо-де-Жанейро 2016 | вісімки    | 2     |
| Токіо 2020          | вісімки    | 2     |

## Зовнішні посилання
1. ↑  Martin Sauer